# Nguyen Thi Binh
Nguyen Thi Binh (Nguyễn Thị Bình), känd som Madame Binh, född den 26 maj 1927 i Saigon, är en vietnamesisk politiker. Vid fredskonferensen i Paris 1973 var hon Viet Congs chefsdelegat. Efter Vietnamkriget utsågs hon till undervisningsminister och 1992–2002 var hon Vietnams vicepresident.

## Biografi
Nguyen föddes 1927 i Sa Dec-distriktet i provinsen Dong Thap och är dotterdotter till den nationalistiske ledaren Phan Chu Trinh. Hon studerade franska vid Lycée Sisowath i Kambodja och arbetade som lärare under det franska kolonialstyret av Vietnam.

### Politisk verksamhet

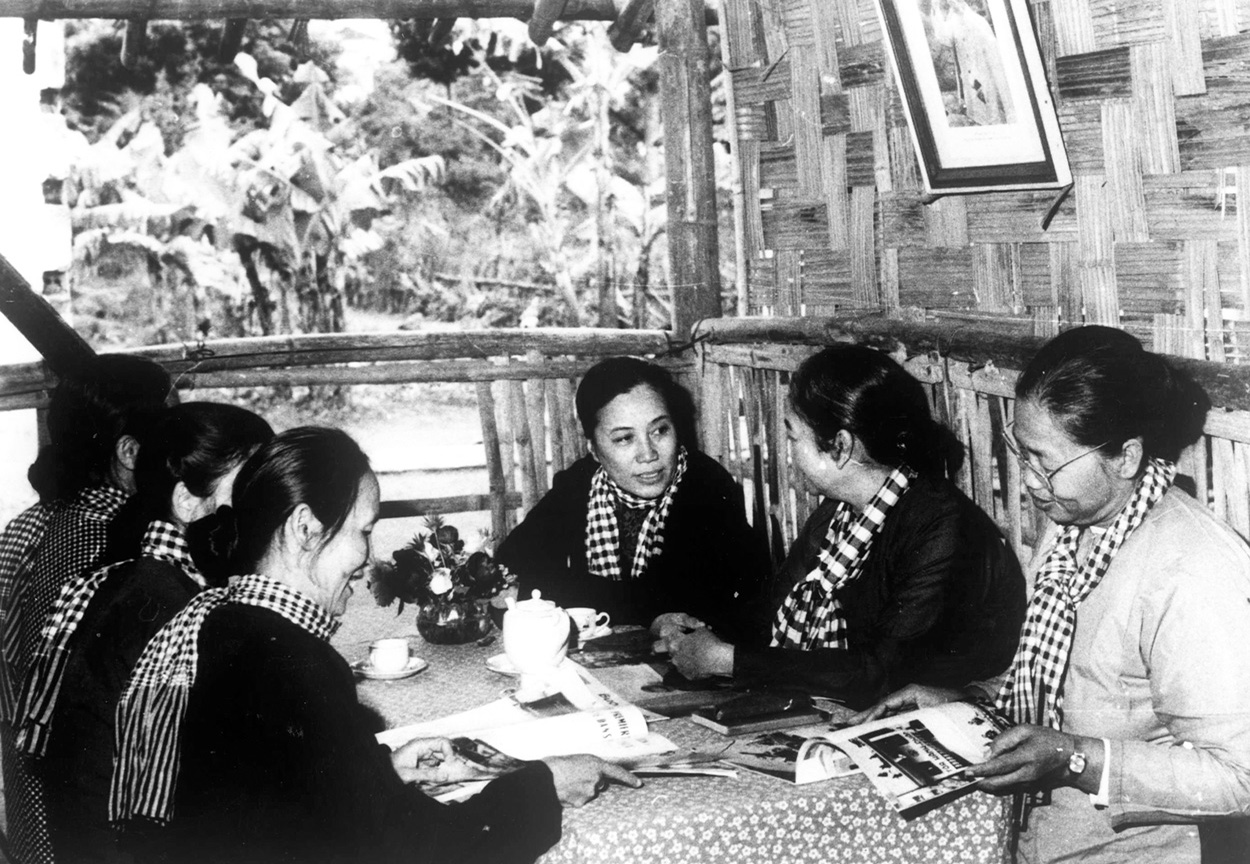
General Nguyen Thi Binh och andra militära ledare.

Nguyen anslöt sig till Vietnams kommunistiska parti 1948 och var medlem i centralkommittén för FNL. 1945–1951 deltog hon i olika intellektuella rörelser mot de franska kolonisatörerna. Därefter arresterades hon av den franska kolonialmyndigheten för politisk aktivitet riktad mot kolonialstyret och satt fängslad mellan 1951 och 1953 i Chí Hòa-fängelset i Saigon.
Under Vietnamkriget blev hon medlem av Vietcongs centralkommitté och vice ordförande för Sydvietnamesiska kvinnors befrielserörelse. Från 1969 var hon den revolutionära regeringens chefsdelegat vid fredsförhandlingarna i Paris. Hon var en av undertecknarna och avtalet trädde i kraft 17 januari 1973.

### Minister
År 1969 blev hon också utrikesminister i den provisoriska regeringen i Sydvietnam. Efter Vietnamkriget utsågs hon till undervisningsminister i Socialistiska republiken Vietnam, och 1982–1986 var medlem av centralkommittén av Vietnams kommunistiska parti. Därefter var hon 1987–1992 vice chef för den centrala avdelningen för yttre förbindelser.
Nationalförsamlingen valde henne två gånger till ämbetet som vicepresident i Socialistiska republiken Vietnam för perioderna 1992–1997 och 1997–2002.